# Jacobus Albertus Bolt
Jacobus Albertus Bolt (Kloosterburen, 26 maart 1918 – Renkum, 20 december 1991) was een Nederlands burgemeester.
Bolt was in 1945 gemeenteambtenaar in Nieuweschans in de provincie Groningen. Hij was gemeentesecretaris van de Gelderse gemeente Hengelo voor hij in juni 1963 benoemd werd tot burgemeester van Heteren. In Hengelo werd hij opgevolgd door Will van Zeeland, die later ook burgemeester zou worden. Vanaf 1978 was Bolt bovendien waarnemend burgemeester van Horssen. In mei 1981 ging hij vanwege gezondheidsredenen vervroegd met pensioen. Eind 1991 overleed hij op 73-jarige leeftijd.